# Paiting
Paiting (en hangul, 파이팅; pronunciado pʰaitʰiŋ),  o Hwaiting (en hangul, 화이팅; pronunciado hwaitʰiŋ), también conocido como Fighting es una palabra común del idioma coreano. Es una palabra prestada del idioma inglés, «fighting».
La misma se utiliza a menudo en forma de aliento o estímulo en deportes o siempre que se presente un desafío.
La palabra original, en inglés, «fighting» (literalmente: «peleando») es utilizada como un adjetivo o participio, no como una exclamación. De todas formas, su uso en coreano ha cambiado entonces Paiting o Hwaiting sí es usado como exclamación. Usualmente, este término es traducido al inglés como "Come on!", o "Let's go!", ambos términos, en español, literalmente significan «Vamos!» o «Venga!», tal como "대한민국 파이팅!" → "Vamos, Corea!", pero no tiene un equivalente exacto. El término también está destinado a inducir a los jugadores y espectadores por igual a aprovechar su poder interno.
Usualmente es acompañado por la expresión "Aja aja" (en hangul, 아자 아자), que es un tipo de estímulo o aliento. El término "Hwaiting" (en hangul, 화이팅; pronunciado hwaitʰiŋ), sinónimo de "Paiting", siendo la pronunciación coloquial original utilizada por los coreanos, no está incluida en importantes diccionarios coreanos como El diccionario estándar del idioma coreano (표준국어대사전).
Es similar en significado y en uso a las comunes frases japonesas "Ganbatte!" (頑張って) y "Fight! (faito!)" (ファイト), y a "Jiayou!" (加油, literalmente, «agreguen combustible»)  del idioma chino.